# 279e régiment d'infanterie (France)
Pour les articles homonymes, voir 279e régiment.
Le 279e régiment d'infanterie (279e RI) est un régiment d'infanterie de l'Armée de terre française constitué en 1914 avec les bataillons de réserve du 79e régiment d'infanterie. Il est actif lors de la Première et de la Seconde Guerre mondiale

## Création et différentes dénominations
- août 1914 : formation du 279e régiment d'infanterie
- mars 1919 : dissolution
- septembre 1939 : recréation
- juin 1940 : capture puis dissolution

## Chefs de corps
- août 1914 : lieutenant-colonel d'Hérouville[1] (tué le 25 août)[2]
- août-septembre 1914 : commandant Durand[2]
- septembre 1914 - janvier 1918 : lieutenant-colonel Vincendon[2]
- janvier - décembre 1918 : lieutenant-colonel Boisselet[3]
- septembre 1939 - juin 1940 :  lieutenant-colonel Magne[4]

## Historique des garnisons, combats et batailles

### Première Guerre mondiale

#### Affectation
- 70e division d'infanterie d'août 1914 à avril 1917 ;
- 81e division d'infanterie d'avril 1917 à janvier 1918 ;
- 62e division d'infanterie de janvier à novembre 1918.

#### 1914
Il est mobilisé le 2 août 1914 à Neufchâteau (Vosges).

### Seconde Guerre mondiale
Le régiment est mobilisé le 9 septembre 1939 à Épinal par le centre mobilisateur d'infanterie 205. Régiment de réserve de série B, il est formé de trois bataillons plus une compagnie antichars. Il est rattaché à la 70e division d'infanterie, subordonnée en 1940 au 43e corps d'armée de forteresse. Il est engagé à partir du 17 juin 1940 dans les Vosges et se replie lors de la retraite jusqu'au sommet du Donon.

## Traditions

### Drapeau
Il porte, cousues en lettres d'or dans ses plis, les inscriptions suivantes :
- Lorraine 1914
- Artois 1915
- Tardenois 1918

Il est décoré de la fourragère aux couleurs de la Croix de guerre 1914-1918, décernée le 7 octobre 1918.

### Citations
Le régiment est cité à l'ordre du corps d'armée le 24 mai 1917 et deux fois cité à l'ordre de l'armée les 19 septembre et 7 octobre 1918.

### Insigne

L'ancien blason d'Épinal, dont la tour est reprise sur l'insigne du.

L'insigne du régiment, fabriqué en 1939 par la maison Arthus-Bertrand, reprend la tour présente sur les armoiries d’Épinal, et la surmonte d'un oiseau.

## Personnalités ayant servi au régiment
- Victor Bridoux, journaliste, en 1914
- Gaston Gravier (1886-1915) géographe spécialiste de la Serbie, sergent, inscrit au Panthéon parmi les 560 écrivains morts pour la France.
- Pierre Marienne, compagnon de la Libération, en 1939-1940